# Boromo (departement)
Boromo is een van de 10 departementen van de Burkinese provincie Balé. De hoofdstad is Boromo.

## Geografie
Het departement bestaat uit
- Boromo (hoofdplaats)

en 8 dorpen
- Koho
- Lapara
- Nanou
- Ouahabou
- Ouako
- Ouroubono
- Siguinoguin
- Virou

## Bevolking
In 1996 leefden er 28.963 mensen in het departement.
Bagassi · Bana · Boromo · Fara · Oury · Pâ · Pompoi · Poura · Siby · Yaho